# Deccanolestes
Deccanolestes — деревний базальний евархонт з пізньої крейди (маастрихт) і палеоцену міжтраппейських шарів Андхра-Прадеш, Індія. Таксон може бути тісно пов'язаним зі Sahnitherium. Раніше Deccanolestes відносили до Palaeoryctidae, але останні дані показали, що це або найбазальніший евархонт або афротерій.